# Gyékényfélék
A gyékényfélék (Typhaceae) a perjevirágúak rendjének (Poales) egyik családja. Egyes leírásokban egyetlen nemzetség, a gyékény vagy buzogánysás (Typha) tartozik ide, mintegy 15 igen specializált, évelő, vízi vagy vízparti fajjal; az APG III-rendszer a már önálló családként nem kezelt békabuzogányfélék (Sparganiaceae) monogenerikus családját is ide sorolta, egyetlen nemzetséggel – Sparganium. A gyékény virága a buga.
Morfológiai sajátosságaik alapján sok egyszikű-csoporttal kapcsolatba hozhatók – és hozták is őket, az egyszikűek legvitatottabb helyzetű csoportja. Soó Rezső a kontyvirágfélék (Araceae) testvércsoportjának tekinti, a Hortobágyi-rendszerben a torzsavirágzatúak alosztályában szerepel, a csavarpálmák (Pandanales) rendjében. Az új kladisztikus taxonómiában már megállapodottnak látszik helyük, a perjevirágúak kládján alapi helyzetben szerepelnek, monofiletikus csoportot alkotnak a békabuzogányfélékkel (Sparganiaceae). Egyes újabb osztályzásokban már külön rendként szerepel a két család (gyékényvirágúak – Typhales), de a broméliafélékkel (Bromeliaceae) is összevonhatók monofiletikus csoportként.
Nemzetségek:

## Gyékény
A gyékény (Typha) nemzetség morfológiailag igen egységes, melyet az alábbi pontokban röviden összegzünk.

### A hajtásrendszer
Általánosan jellemző az erőteljes rizómák megléte, melyeken számos allevél található. Ezeknek a hónaljából ered a számos tarack, majd a gyökérrendszer.
A két sorban álló lomblevelek hosszúak, keskenyek, az alapjuknál levélhüvelyt alkotnak. A levélhüvely belső falán elhelyezkedő sejtek nyálkát termelnek.
A csoport növénykémiailag is igen egységes és jelentős. Jellemzőek rájuk a polifenolok, miriofillin-sejtek, a rizóma raktározó alapszövetében pedig igen tekintélyes méretű keményítőszemcsék. A sejtekben mindenütt megtalálhatók a rafidkristályok (kalcium-oxalát).

### Szaporodásbiológia
A gyékényfélék virágzata torzsavirágzat (buzogányvirág). A hosszú virágzati tengely végén van a tömött, hengeres virágzat, alul a termős, felül a porzós virágok. A virágzatot a virágok kinyílásáig buroklevél fedi, mely később leválik. A termős és porzós zóna vagy érintkezik egymással, vagy egy rövid meddő tengelyrész választja el őket egymástól.
Virágaik egyivarúak. A termős virágok meglehetősen egyszerűek; a magházban egy magkezdemény fejlődik, a termő igen kicsi, a bibeszál hosszabb, előrenyúló. Takarórendszere nincs, csak ismeretlen eredetű pikkely- vagy szőrképletek találhatók a termő virágtengelyének alapi részén örvösen, melyek a termés széllel való terjedését is segítik. A porzós virágok három porzót tartalmaznak, széles csatló köti össze portokjaikat, esetleg egy apró fellevél is védelmezi őket. A pollentermelés bőséges, ugyanis szélbeporzású növények.
A mag tápszövete (endospermium) bőséges, a terméshéj csak a csírázáskor nyílik fel, egy, a terméshéj csúcsán lévő kupak formájában.

### A hazai fajok
A gyékények igen specializált és fejlett növények és a harmadkor óta ismeretesek.  A gyékénynemzetségnek (Typha) 13 faja ismeretes. Főleg a vízpartok növénye, nem szereti az állandó vízborítottságot, a mocsaras, lápos területek talaját kedveli. Hazánkban élő fajaik:
- Keskenylevelű gyékény (Typha angustifolia): 1–3 m magas, keskeny-szálas levelű (3–10 mm) növény. A termős virágok 20–35 cm hosszú, 13–25 mm vastag sötétbarna buzogányvirágot alkotnak, tőlük 3–8 cm-es tengelyrész választja el a porzós torzsarészt.
- Széleslevelű gyékény (Typha latifolia): 1–2,5 m magas, levelei kékeszöldek, 8–20 mm szélesek. A termős virágzat 10–25 cm hosszú, 2–3 cm széles, barnásfekete. Nincs elválasztó csupasz tengelyrész a hím és női torzsarész között. Hazánkban sokszor társulások kompetitorává válik.
- Rizsgyékény (Typha laxmannii): 50–100 cm magas, levelei 2–7 mm-esek, a termős virágzat 2–5 cm hosszú. A porzós és termős rész között 2–4 cm hosszú meddő rész van. Nem őshonos, behurcolták. Gyorsan terjedő faj.
- Apró gyékény (Typha minima): Valószínűleg kihalt hazánkból. Még kisebb, mint az előző faj (30–70 cm). Levelei mindössze 1–3 mm-esek.
- Ezüstös gyékény (Typha shuttleworthii): E faj is kiveszhetett hazánkból. Magassága 1–1,5 m volt, torzsája ezüstösen csillogott.

### Felhasználása
A régi népéletben számos háziipari termék készült gyékényből, például gyékényszőnyeg. A közmondás is igazolja: „Egy gyékényen árulnak.”, hogy a gyékény legelterjedtebb köznapi iparcikk jelentéssel is bírt: szőnyeget jelentett gyékényből szőve. A tápéi ipar fontos terméke volt a gyékényszatyorral együtt. A gyékény szó tehát egyszerre jelentette a növényt és az ipari terméket.